# Plagiat
Pentru politicile Wikipedia referitoare la plagiat, vezi Wikipedia:Plagiatul și Wikipedia:Încălcări ale drepturilor de autor.

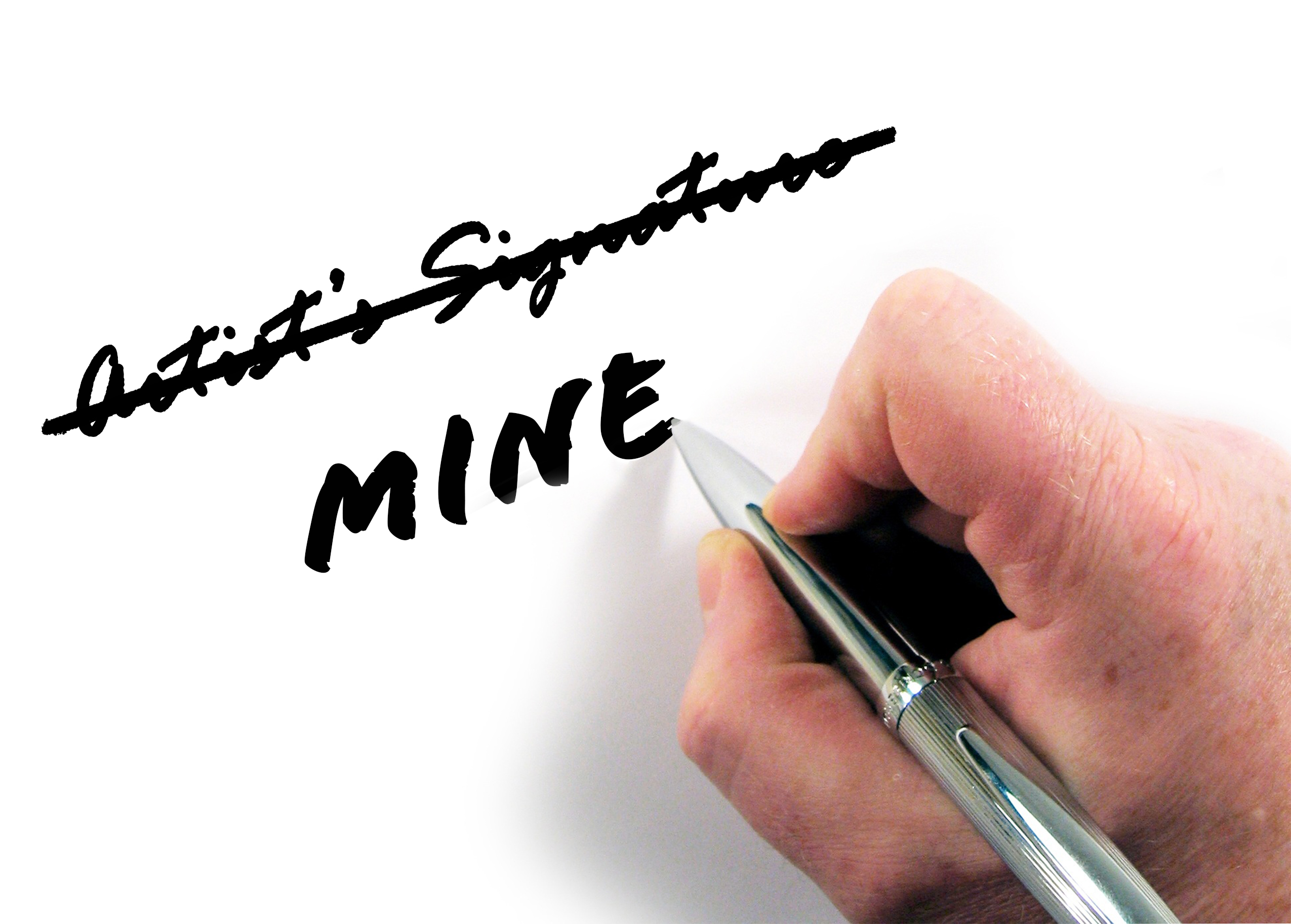
Persoană care a comis plagiat prin revendicarea unei opere ca a ei

Plagiatul reprezintă însușirea ideilor, metodelor, procedurilor, tehnologiilor, rezultatelor sau textelor unei alte persoane, indiferent de calea prin care acestea au fost obținute, prezentându-le drept creație proprie.
Plagiatul este considerat o lipsă de cunoștințe academice și o încălcare a eticii jurnalistice. Este supus unor sancțiuni, cum ar fi penalizări, suspendarea și chiar exmatricularea din școală sau muncă. Recent, cazuri de „plagiat extrem” au fost identificate în mediul academic. Conceptul modern de plagiat, ca imoral și original, ca un ideal, a apărut în Europa în secolul al XVIII-lea, în special cu mișcarea romantică. Conceptul de originalitate intelectuală este un produs al romantismului, sau mai precis a ceea ce în prima jumătate a secolului XIX s-a înțeles simplificat din romantism, adică un concept al epocii moderne, deci nu al Antichității sau al Evului Mediu.
Plagiatul și încălcare a drepturilor de autor se suprapun într-o măsură considerabilă, dar ele nu sunt concepte echivalente, iar multe tipuri de plagiat nu constituie o încălcare a drepturilor de autor, care este definită de legea drepturilor de autor și poate fi pronunțată de instanțe. Plagiatul (care nu constituie o încălcare a legii drepturilor de autor) nu este definit sau pedepsit de lege, ci de instituții (inclusiv asociații profesionale, instituții de învățământ și entități comerciale, cum ar fi societățile de publicare).
Autorul real poate fi o persoană, o organizație, sau poate include mai multe persoane sau organizații, inclusiv o comunitate de contributori - precum Wikipedia. Indiferent de tipul autorului real, și de forma de publicare (anonimă, sub pseudonim, sau sub numele real), preluarea creației acestuia fără specificarea corectă a sursei reprezintă plagiat. De asemenea, plagiatul este distinct de încălcarea drepturilor morale ale autorului sau de încălcarea drepturilor de autor. De exemplu, susținerea publică unei lucrări de diplomă cumpărate de la o firmă specializată în redactarea lucrărilor de diplomă reprezintă plagiat - deși nu încalcă nici un fel de drept de autor sau de proprietate intelectuală.
În zilele noastre, plagiatul este accentuat de internet și de ușurința de a prelua online lucrări de doctorat, de cercetare, articole, idei, imagini. Plagiatul bazat pe texte din rețea este denumit în prezent plagiat online.

## Etimologie
Cuvântul „plagiat“ vine din latinescul „plagium“, care se traduce prin „a vinde altora sclavi furați sau care nu aparțin vânzătorului“. Termenul și-a păstrat până acum sensul originar, pentru că el este, din punct de vedere semantic, sinonim cu furt. 

## În România
Existența contrafacerii sau a plagiatului se stabilește, în principiu, pe baza de asemănări și nu de deosebiri. Simpla existență a unor deosebiri nu apără de învinuirea de plagiat, dacă se dovedește existența și importanța asemănărilor. Stabilirea existenței plagiatului este, prin urmare, o "problemă de fapt".
Nu se consideră plagiat, și nici încălcarea drepturilor de autor, următoarele utilizări, fără consimțământul autorului, și fără plata vreunei remunerații, ale unei opere aduse anterior la cunoștința publică, cu condiția ca acestea să fie conforme bunelor uzanțe, să nu contravină exploatării normale a operei și să nu îl prejudicieze pe autor sau pe titularii drepturilor de exploatare:(...)
- b) utilizarea de scurte citate dintr-o operă, în scop de analiză, comentariu sau critică ori cu titlu de exemplificare, în măsura în care folosirea lor justifică întinderea citatului.[7]

Consiliul Național de Atestare a Titlurilor, Diplomelor și Certificatelor Universitare (CNATDCU) a publicat în aprilie 2016 lista programelor recunoscute și utilizate la nivelul instituțiilor de învățământ superior organizatoare de studii universitare de doctorat și al Academiei Române, în vederea stabilirii gradului de similitudine pentru lucrările științifice, cuprinde:
- iThenticate;
- Turnitin;
- Plagiarism detector + PDAS (PDAS - Plagiarism Detector Accumulator Server);
- Safe Assign;
- SEMPLAG;
- www.sistemantiplagiat.ro.

În septembrie 2016, parlamentarii au aprobat pe articole legea prin care titlurile de doctor sunt acordate și retrase de universități, nu de Ministerul Educației, iar un plagiator poate renunța de bunăvoie la doctorat, fără să răspundă pentru frauda intelectuală comisă.

## În Statele Unite ale Americii
În Statele Unite ale Americii, un student care copiază pentru a trece un examen sau pentru a obține un calificativ bun la o materie de studiu este pedepsit prin eliminarea din toate universitățile statului pe teritoriul căruia s-a petrecut fapta de plagiat. Pedeapsa este deosebit de gravă, deoarece orice cetățean al SUA beneficiază de reduceri de taxe numai în statul în care trăiește. Dacă este obligat să plece din statul în care trăiește, nu-și poate face studiile decât prin plata integrală a taxelor universitare.

## Detectoare de plagiat
Universitățile olandeze au abonamente la servicii de detectare a plagiatului. Există de asemenea detectoare de plagiate gratuite sau cu plată pentru utilizatorii privați, fie websiteuri, fie programe de calculator. În trecut astfel de programe foloseau căutarea prin Google, dar din momentul în care Google a limitat numărul de căutări pe unitatea de timp făcute de la un anumit IP, programele au schimbat motorul de căutare cu ExactSeek. Aceste websiteuri și programe pot detecta copierea și lipirea din texte aflate pe internet sau în baza proprie de date, neținând cont de punctuație. Ele nu pot însă detecta frazele reformulate și nici traducerile din limbi străine. Nu se pot pronunța asupra plagierii ideilor, ci doar a textului. Verdictul programelor nu este verdictul final, semnele citării și indicarea sursei putând face diferența între plagiat și cercetare. De aceea, verdictul final este întotdeauna dat de om.

## Plagiat involuntar
În unele studii dedicate acestei teme, plagiatul involuntar este definit ca „folosirea greșită a sistemului de citare, sau neindicarea sursei unui material”, ca urmare a necunoașterii tehnicilor de citare, a neidentificării sursei fragmentului folosit sau a necunoașterii faptului că informația nu face parte din fondul de cunoaștere comună sau „ca rezultat al lipsei de informare cu privire la practicile care încalcă etica științifică”.
Pot exista și situații de plagiat involuntar la persoane care suferă de criptomnezie. Criptomnezia poate apărea atunci când un scriitor citește o sursă, uită că a făcut acest lucru și, mai târziu, utilizează în opera proprie elemente pe care și le amintește, cu credința greșită că este creația sa nouă și originală.
Iată și un exemplu de plagiat involuntar:
Scriam săptămâna trecută că m-am refugiat adesea în cărți, ca să mă apăr de istorie; și citesc în „Noaptea de Sânziene” a lui Mircea Eliade ideea formulată aproape identic. Sub bombardamente, eroul său citea versuri ca să se sustragă istoriei. Plagiat involuntar.
Încălcarea proprietății intelectuale, a drepturilor de autor și a standardelor de integritate academică este blamabilă și sancționabilă, chiar dacă s-a produs involuntar.